# 莱萨斯普尔
莱萨斯普尔（法語：Les Aspres，法語發音：[le.z‿a(s)pʁ] ⓘ）是法国奥恩省的一个市镇，位于该省东部，属于莫尔塔涅欧佩什区。该市镇总面积23.21平方公里，2009年时的人口为696人。

## 地理
莱萨斯普尔（48°41'25"N, 0°36'4"E）面积23.21 平方千米，位于法国诺曼底大区奧恩省，该省份为法国西北部内陆省份，北起顺时针与卡爾瓦多斯省、厄尔省、厄尔-卢瓦省、萨尔特省、马耶讷省和芒什省接壤。
与莱萨斯普尔接壤的市镇（或旧市镇、城区）包括：拉沙佩勒维耶勒、欧盖斯、博讷富瓦、克吕莱、埃科尔塞、拉费里耶尔-欧杜瓦延、莱热内特、伊赖、索利尼拉特拉普、图鲁夫尔欧佩什。

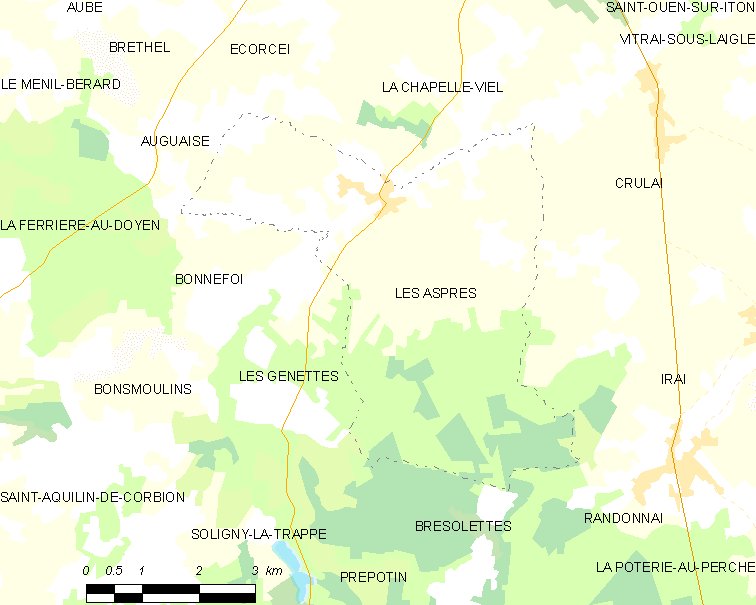
莱萨斯普尔的OSM定位图

莱萨斯普尔的时区为UTC+01:00、UTC+02:00（夏令时）。

## 行政
莱萨斯普尔的邮政编码为61270，INSEE市镇编码为61422。

## 政治
莱萨斯普尔所属的省级选区为图鲁夫尔欧佩什县。

## 人口

1962-2008年间莱萨斯普尔人口变化图示

莱萨斯普尔于2022年1月1日时的人口数量为620人。